# Leo K.K.H. Hautzinger
Leo K. K. H. Hautzinger ( 15 de agosto de 1920 -), es un botánico austríaco, profesor de Botánica en la Universidad de Marburgo.
- La abreviatura «Hautz.» se emplea para indicar a Leo K.K.H. Hautzinger como autoridad en la descripción y clasificación científica de los vegetales.[2]